# Louis Scheuer

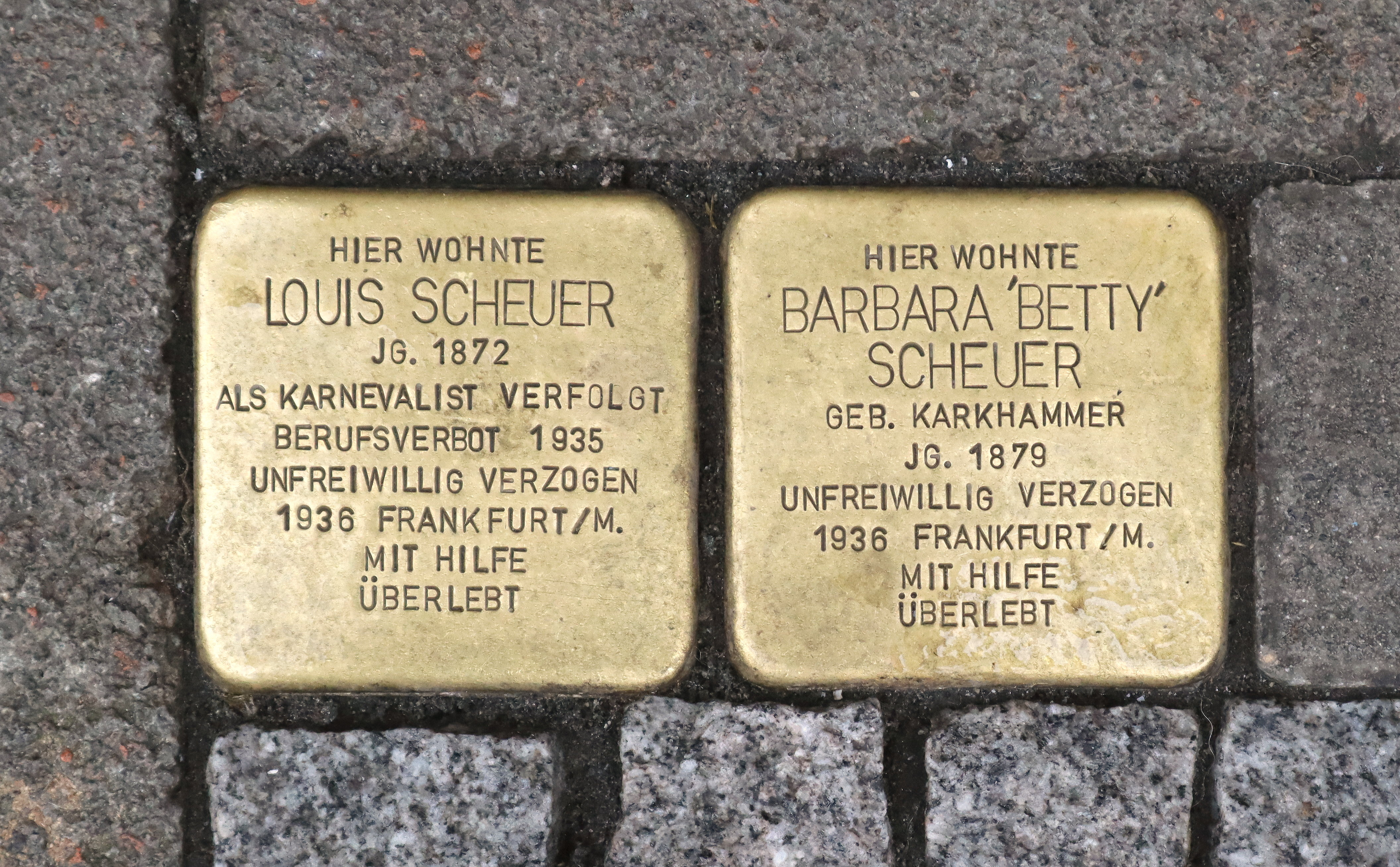
Stolpersteine für Louis Scheuer und seine Frau Betty in der Fleischstraße, Trier

Louis Scheuer (geboren am 16. Juni 1872 in Luxemburg; gestorben am 12. Dezember 1958 in Frankfurt am Main) war ein deutscher Kaufmann, Inhaber einer Privaten Handelsschule in Trier, Theaterkritiker, Schriftsteller und Komponist.

## Leben
In Trier gründete Louis Scheuer zwischen 1904 und 1906 in der Fleischstraße 68 seine kaufmännische „Privatschule Scheuer“, die als die größte und renommierteste in der Stadt galt. 1894 tauchte sein Name erstmals bei den Veranstaltungen der Trierer Karnevalsgesellschaft Heuschreck auf, dessen künstlerisches Aushängeschild er für vier Jahrzehnte war. Er verfasste Gedichte und Prosawerke in Trierer Platt, auf Hochdeutsch und auf Letzeburgisch.
Scheuers Aktivitäten waren jedoch nicht nur auf den Karneval beschränkt. Seine Singspiele, Revuen und Schauspiele, die er für die KG Heuschreck verfasste, wurden auch außerhalb der Karnevalszeit aufgeführt. Seine Stücke spielte man in Deutschland, aber auch u. a. in Amsterdam, Luxemburg, Straßburg und Polen. Zu seinen besten Werken zählt die Musikrevue Mein Trier, wie lieb' ich dich!  Es handelt sich um ein Heimatrevue, für die Scheuer vorhandene Bühnenwerke der heiteren Muse auf stadttrierisches Kolorit umtextete und sie mit Melodien bekannter Komponisten unterlegte (u. a. Friedrich Hollaender).
Seit 1910 wurden im In- und Ausland (bis nach New York City) etwa 3000 Aufführungen seiner Revuen und Singspiele erreicht. Sein burlesker Schwank Der Sittenapostel wurde etwa 1200 Mal aufgeführt. Der Klapperstorch fliegt brachte es sogar auf 1300 Aufführungen.
Im Ersten Weltkrieg wurde seine Schrift Die Juxquelle an die Trierer Soldaten verschickt. Die Schrift enthielt die vollständigen Texte seiner Revuen von 1898 bis 1903, sowie Vorträge, die zu Karnevalssitzungen des „Heuschreck“ von Aktiven gehalten wurden und Karnevalslieder.
Mit Beginn des Nationalsozialismus bekam Scheuer als Jude die ausgrenzenden Maßnahmen des Regimes zu spüren. 1934 wurde er aus dem deutschen Kulturkreis ausgeschlossen. Seine Werke wurden außerhalb jüdischer Theater nicht mehr aufgeführt, so sein für 1933 bereits angekündigtes Werk Für jeden ebbes, eine Wiederaufnahme von 1925. Nur in Luxemburg spielte man noch seine Werke.
1935 begann „im Rahmen der zunehmenden allgemeinen nationalsozialistischen Judenhetze ein systematischer Boykott der kaufmännischen Privatschule.“ Am 28. September 1935, nach einer „Aktion“ der Hitlerjugend wurden die noch verbliebenen Schüler des „Institut Scheuer“ in die Kaufmännischen Schulen der Stadt Trier überführt, die Handelsschule aufgelöst.
1936 floh Louis Scheuer mit seiner Frau nach Frankfurt am Main. Im jüdischen Theater in Frankfurt, der „Volksbühne“, kam sein Stück Ewige Wanderung oder die drei Sterne nicht mehr zur Aufführung. Es behandelte das Schicksal dreier jüdischer Familien. SA-Horden zerstörten 1938 in der Reichspogromnacht  große Teile seiner Unterlagen und auch die kostbaren Dekorationen. Da seine Frau nichtjüdisch war, konnte sich Scheuer mit viel Glück der Deportation entziehen.
Durch britische Bomber ging schließlich auch der Rest seiner Unterlagen verloren. Wie aus Akten der Wiedergutmachungskammer des Landgerichts Trier vom Jahr 1948 hervorgeht, beantragte Louis Scheuer, den Konzessionsentzug von 1936 für nichtig zu erklären und ihm die Konzession wieder zu gewähren. Der für das Verfahren zuständige Richter erhob Bedenken hinsichtlich der Zulässigkeit der Restitutionsklage Scheuers, da seiner Meinung nach die Voraussetzung für eine solche Klage gemäß Art. 4 der Restitutionsordnung nicht gegeben sei. Dieser besagte, dass der entzogene Gegenstand noch identifizierbar im Augenblick der Klageerhebung vorhanden sein müsse. Im Fall Scheuer, so der Richter, sei die Konzession jedoch erloschen und nicht an einen Dritten übertragen worden. Scheuer zog seine Klage im Oktober 1949 zurück.
Karl Schieffer, sein Trierer Freund und Mäzen, beschrieb die Situation, in der sich Louis Scheuer in Frankfurt befand, in einem Zeitungsartikel vom 17. September 1946: „Er denkt nur an sein Trier, sein geliebtes Trier und arbeitet an seiner Revue „Mein Trier, wie lieb ich dich“. Ein Loblied auf jene Stadt, deren verantwortlich, unverantwortliche Behörden ihn, den Dichter des Heimatlandes, nicht nur um seine Existenz und Vermögen brachten, sondern ihn hinauswarfen wie eine räudigen Hund, den man wegjagt, damit er kein weiteres Unheil anrichten kann.“

## Werke
- Die Juxquelle. Ein unerschöpflicher Sprudel lustiger Narretei. Vorträge, Lieder, Bühnenaufführungen. Das Beste vom Besten aus dem Archiv der Karnevals-Gesellschaft „Heuschreck“ Trier, Selbstverlag, Trier 1908.
- Zur Geschichte des Trierer Karnevals: Festschrift anläßlich des 80jährigen Jubiläums der Karnevals-Gesellschaft "Heuschreck" Trier, Selbstverlag des Verfassers, Trier 1927.